# Газонокосарка
Газонокосарка — це машина, призначена для підстригання газонів.
Конструкція газонокосарки може бути досить різноманітною і залежить від багатьох факторів, таких як різновид ріжучого елемента і тип двигуна. Більшість газонокосарок керуються людиною ззаду шляхом штовхання (несамохідні) або з допомогою направлення її в потрібну сторону (самохідні), але є і такі моделі, управління якими здійснюється за допомогою рульового управління (райдери).
Кожний тип газонокосарок призначений для конкретних завдань. Маленькі несамохідні моделі чудово підходять для роботи на невеликих ділянках, великі косарки самохідного типу чудово впораються з середньою за величиною ділянкою, а дуже великі газонокосарки-райдери просто незамінні для великих газонів.

## Безпечність
Газонокосарка є травмонебезпечною технікою. При роботі з цією машиною потрібні уважність і акуратність. Щоб підвищити безпеку експлуатації газонокосарки, насамперед варто потурбуватися про наявність спецодягу та взуття, які захищають від випадкового контакту з ножами. Також для захисту органів слуху необхідно надягати спеціальні навушники.
Існує безліч суперечок про те, з якого віку можна управляти газонокосаркою. Єдиної думки щодо цього немає, проте Американська академія педіатрії вважає, що управляти газонокосаркою можна з 11 років.

## Вплив на довкілля
Дослідження, проведені в 2001 році показали, що бензинова газонокосарка під час своєї роботи виділяє за одну годину ту ж саму кількість забруднень (все ті ж викиди, крім вуглекислого газу), що й автомобіль моделі 1992 року, який проїхав один кілометр. За іншими оцінками, кількість забруднень від бензинової газонокосарки в чотири рази більша, ніж від автомобіля за годину. Головною причиною цього є відсутність спеціального обладнання, яке б допомагало контролювати кількість вихлопу; на автомобілях встановлюються каталітичні нейтралізатори відпрацьованих газів, система вприскування палива та інші системи контролю над обсягом виділених викидів. А на сучасних бензокосарках є тільки шумоподавлювач і карбюратор.
Газонокосарки також є причиною шумового забруднення, що може стати причиною погіршення слуху, якщо працювати без спеціального екіпірування.

## Типи газонокосарок

### Циліндричні газонокосарки
Газонокосарки з цим типом ріжучої поверхні забезпечують найбільш якісне скошування трави. Завдяки закріпленим на горизонтальному валу ножам, стрижка здійснюється так, ніби трава стрижеться ножицями. Це забезпечує акуратний зріз, за рахунок чого трава швидко відновлюється після покосу, практично не втрачаючи своїх декоративних властивостей. Якість стрижки циліндричної газонокосарки залежить від кількості ножів на валу. Їх число, в залежності від моделі, коливається від п'яти до десяти. Циліндричні газонокосарки мають механічну(ріже за рахунок того, що людина рухає нею), електричну і бензинову модифікації.

### Роторні газонокосарки
Це найбільш популярний тип газонокосарок. Більшість роторних газонокосарок оснащене дво- або чотиритактним двигуном внутрішнього згоряння, як правило, одноциліндровим і працюють на бензині або іншому рідкому паливі. Діапазон потужності роторних газонокосарок становить 2-7 к.с. (1,5-5 кВт). Запуск двигуна може бути ручним або електричним. Газонокосарка ручного запуску заводиться за допомогою пускового троса, а моделі з електричним запуском запускаються простим натисканням на кнопку, це не вимагає ніяких фізичних зусиль від оператора.

### Газонокосарки на повітряній подушці
Найбільш екзотичним різновидом газонокосарок для українського споживача є газонокосарки на повітряній подушці. Але, незважаючи на свою невисоку популярність у нашій країні, ці газонокосарки є одними з найбільш простих у експлуатації.
У даного виду газонокосарок відсутні колеса, на ній неможливо встановити висоту косіння. Рух цих газонокосарок здійснюється за рахунок повітряного потоку, створюваного двигуном і ножем. Принцип і якість стрижки газонокосарки на повітряній подушці схожі з роторними газонокосарками. Цей тип газонокосарок надзвичайно зручний на ділянках з безліччю схилів, пагорбів і наявністю інших нерівностей рельєфу. Єдиним недоліком таких газонокосарок є те, що зістрижена трава розлітається врізнобіч, що ускладнює догляд за газоном.

### Райдери
Популярною альтернативою роторним газонокосаркам є окремий клас косарок-райдерів. Конструктивно ці газонокосарки мають схожість з трактором, а також рульове управління, завдяки чому робота з ними не має аналогів по зручності. Райдер працює на бензині і призначений для роботи на дуже великих територіях.
Деки райдерів найчастіше виготовляються із сталі. Полегшена сталь використовується при виробництві менш дорогих моделей, деки з важкої сталі забезпечують косаркам підвищену зносостійкість, що безпосередньо відбивається на вартості косарки. Також деки виготовляються з алюмінію, який не схильний до корозії, та й важить набагато менше, порівняно зі сталлю. Але найоптимальнішим, як з точки зору зносостійкості, так і з точки зору ваги, є ударостійкий пластик.

### Роботи-косарки
Роботи-косарки являють собою другу за величиною категорію домашніх роботів, використовуваних на кінець 2005 року. Стандартна косарка-робот вимагає установки шнура для визначення меж скошуваної ділянки. Робот визначає шнур як кордон території, призначеної для косіння, а також для визначення місця підзарядки. Роботи-косарки — це високотехнологічні машини, які самостійно знаходять місце зарядки, коли необхідно перезарядити батарею, мають сенсори дощу і забезпечують високотехнологічну роботу стрижки трави, звільняючи тим самим людину від втомливої роботи.

### Електричні газонокосарки
Цей тип газонокосарок використовує електроенергію для роботи. Такі косарки, як правило, мають невисоку потужність і призначені, насамперед, для невеликого газону. Робота з електричною газонокосаркою має тільки одну незручність — кабель, який може заважати при стрижці трави. Особливо це актуально, якщо ділянка не являє собою рівну галявину без квітів, дерев і чагарників, адже будь-які перешкоди вельми проблематично огинати, постійно поправляючи шнур, щоб не пошкодити їм інші насадження. При роботі з електричними косарками існує ймовірність ураження електричним струмом. Щоб виключити такий ризик, не можна працювати в сиру погоду і в разі, якщо трава мокра. Серед позитивних якостей електричних косарок є висока екологічність, яка забезпечується тільки цим видом косарок. Ще одним плюсом електричних двигунів є тиха робота.

### Акумуляторні газонокосарки
Представлені в невеликій кількості, їх випускають лише деякі фірми. Оснащені електродвигуном, який отримує енергію від знімною батареї. Використовується свинцеве або літій-іонне джерело живлення, напруга живлення 24, 36 або 48 В. Зарядний пристрій входить у комплект поставки. Вони відрізняються простотою в догляді та використанні. За областю застосування вони відповідають електричним газонокосаркам, при цьому володіють такою ж незалежністю, що і бензинові газонокосарки, маневрені і мобільні, так як у них відсутній електричний кабель. Тому вони чудово підходять для скошування трави на маленькій ділянці, де є численні перешкоди: дерева, чагарники, споруди, садові меблі. Акумуляторної газонокосарці не складе ніяких труднощів їх обійти.

### Бензинові газонокосарки
Бензинові газонокосарки є найпоширенішим типом косарок. Двигун внутрішнього згоряння забезпечує газонокосарку високою потужністю, що дозволяє використовувати її на великих територіях. Основною перевагою бензинових газонокосарок є висока мобільність, іншими словами, при роботі з такою косаркою немає ніяких обмежень у вигляді кабелю, що обмежує свободу переміщення косарки. Недоліками бензинових газонокосарок є велика вага, шум при роботі й низька екологічність.

## Технічні характеристики
Одними з найбільш важливих критеріїв, які безпосередньо впливають на продуктивність газонокосарок, є технічні характеристики. Виходячи з їх величин, здійснюється вибір необхідної моделі, оцінюється технічний потенціал машини.
- Потужність двигуна. Електричний або бензиновий він вимірюється в кіловатах і кінських силах. Від величини потужності залежить продуктивність, тобто, чим потужніший двигун газонокосарки, тим з більш високою ефективністю вона буде працювати.
- За типом живлення розрізняють електричні дротові, електричні аккумуляторні, бензинові, та такі, що призводяться до руху за рахунок фізичних зусиль людини[1]
- Типорозмір:
  - Тримери (мотокоси)утримуються в руках людини
  - Компактні газонокосарки на колісному ходу
  - косарки-райдери, трактори - оператор переміщується на косарці
- Ширина скошування. Ця величина прямо залежить від деки косарки, яка її визначає. Від ширини скошування залежить кількість проходів, необхідних для здійснення стрижки газону. Чим вище цей показник, тим швидше газонокосарка впорається з роботою.
- Травозбірник. Якщо газонокосарка має травозбірник, то вся скошена в процесі косовиці трава буде складатися там. По мірі заповнення травозбірника його вміст потрібно викидати. Травозбірники виготовляються з пластику і з тканини. Як показує практика, травозбірники з пластику більш практичні.
- Функція мульчування. Згідно з поширеною думкою, подрібнена трава, рівномірно розпорошена по газону позитивно впливає на його декоративні якості, виконуючи роль підживлення. Ті, хто віддають перевагу подібному методу догляду за газоном, використовують газонокосарки, що мають функцію мульчування. Процес мульчування відбувається наступним чином: скошена трава повторно подається на обертові ножі, а потім у вигляді «трав'яний пилу» рівномірно розкидається по газону.
- Аерація. Згодом шар ґрунту, на якому росте газонна трава, покривається світло- та повітронепроникною плівкою. Це є причиною того, що трава стає менш життєздатною і втрачає свої декоративні якості. Газонокосарка, оснащена функцією аерації, може підвищити якість ґрунту. Аератор створює проколи в ґрунті спеціальними металевими штирями, тим самим порушуючи непроникний шар, відкриваючи доступ для надходження вологи, світла і повітря.